# Пазителите (филм)
„Пазителите“ (на английски: Watchmen) е филм за супергерои, излязъл през 2009 г. и режисиран от Зак Снайдър. Заснета по лимитираната поредица графични романи на Алън Мур и Дейв Гибънс, публикувана през периода 1986-1987 година и озаглавена „Пазителите“, едноименната екранизация включва участието на Мейлин Акерман, Били Крудъп, Матю Гуд, Карла Гуджино, Джаки Ърл Хейли, Джефри Дийн Морган и Патрик Уилсън. Развиващ се в алтернативна вселена от 1985 година, „Пазителите“ проследява група бивши маски, по времето когато напрежението между Съединените щати и Съветския съюз нараства, а разследване около предполагаем заговор срещу тях разкрива нещо дори още по-грандиозно и злокобно. Снимките на филма започват във Ванкувър през септември 2007 г. Подобно на предходния си филм, „300“, Снайдър моделира разкадровката като в графичния роман, но решава да не снима всички сцени чрез технологията "chroma key", а да използва повече снимачни площадки за целта.